# سيفوري
سيفوري (بالإسبانية: Sívori)‏ هو لاعب كرة قدم إسباني في مركز الهجوم، ولد في 14 سبتمبر 1976 في فيتوريا-غاستيز في إسبانيا. لعب مع أتلتيك بيلباو.